# Собор Святого Петра (Аделаида)
Собор Святого Петра (англ. St Peter's Cathedral) — англиканский собор в Аделаиде столице Южной Австралии. Резиденция архиепископа Аделаидского и митрополита провинции Южная Австралия. Собор, одна из важнейших достопримечательностей Аделаиды, расположен на углу Пеннингтон-Террас и Кинг-Уильям-Роуд в пригороде Северной Аделаиды.
Южный фасад собора имеет сходные черты с собором Нотр-Дам и церковью Сен-Жан-Батист де Бельвиль в Париже, в том числе витиеватая роза главного входа, на которой изображены истории Южной Австралии и Библии.

## История строительства
Аделаидский престол был основан в июне 1847 года. Так как собора ещё не было, временной соборной церковью стала Церковь Святой Троицы. Август Шорт, первый епископ Аделаиды, провёл здесь первые рукоположения 29 июня 1848 года (в день праздника Святого Петра). Когда более десяти лет до этого полковник Уильям Лайт обследовал Аделаиду, земля на площади Виктории была отведена для общественного пользования. Епископ Шорт получил земельный участок на площади от губернатора Роба в марте 1848 года; грант был зарегистрирован 23 апреля 1851 года. К концу 1849 года были собраны средства на строительство собора. Примерно в это же время законность предоставления земли стала подвергаться публичному сомнению. Утверждалось, что этот район является государственным заповедником и губернатор не имеет права выдавать такие гранты. Для решения вопроса епископ Шорт при поддержке Синода обратился в Верховный суд. Судебное решение от июня 1855 года подтвердило, что субсидия была недействительной и строительство не могло продолжаться.
После этого епископ Шорт приобрел чуть более акра земли на террасе Пеннингтон в Северной Аделаиде 8 августа 1862 года. В 1868 году он сообщил, что собранных средств достаточно, и объявил синоду епархии о своём решении начать строительство собора. Епископ Шорт поручил архитектору Уильяму Баттерфилду спроектировать собор, но длительность в сообщении между Англией и Аделаидой привёл к задержкам и разногласиям. Планы Баттерфилда были выкуплены и переданы Эдварду Джону Вудсу из Аделаидской архитектурной фирмы Wright, Woods and Hamilton для завершения. Вудс изменил некоторые материалы и дизайн планов, сохранив при этом общие детали, как предлагал Баттерфилд. Его коллега Вальтер Баго отметил, что Вудс находился под сильным влиянием французского архитектора Эжена Виолле-ле-Дюк, и во многих элементах его дизайна внёс характерную французскую готику. Епископ Шорт заложил первый камень в фундамент в День Святого Петра 1869 года на глазах у более тысячи человек. Браун и Томпсон заключили контракт на строительные работы, которые продвигались медленно. Первая служба была проведена в День святого Петра 1876 года, хотя здание было незавершённым. Собрания Синода и регулярные службы начались в мае 1877 года.
Женщины епархии собрали 1 200 фунтов стерлингов на покупку органа, который был установлен в 1877 году. Первая часть собора была освящена 1 января 1878 года. К тому времени, когда епископ Шорт вышел на пенсию в конце 1881 года, все 18 тыс. фунтов стерлингов, полученных от многих жертвователей, были потрачены и строительство было приостановлено. Большая часть обстановки была также передана в дар, включая витражи, мраморную купель, мозаичный тротуар алтаря и алтарь. Работы возобновилась лишь в 1890 году во время правления епископа Джорджа Уиндема Кенниона. 27 сентября губернатор граф Кинторе заложил первый камень в фундамент. Церемония включала масонские почести, поскольку губернатором был Великий магистр масонов Южной Австралии. Конгрегация собрала средства, и Вудс снова был нанят архитектором. Более 10 тыс. фунтов стерлингов было потрачено на строительство двух башен и западной части нефа и завершение северного крыльца. Строительные работы вновь прекратились в 1894 году, когда фонды были исчерпаны, и не возобновлялись в течение нескольких лет.
В 1897 году от сэра Томаса Элдера поступило завещание в размере 4 тыс. фунтов стерлингов. Этопожертвование и другие пожертвования и дары были добавлены в фонд строительства. В 1899 году был объявлен тендер на завершение нефа и доведение башен до уровня крыши. Общество содействия христианскому знанию пожертвовало 1 тыс. фунтов стерлингов при условии завершения работ к 1902 году, а в 1900 году Роберт Барр Смит пожертвовал 10 тыс. фунтов стерлингов на завершение строительства башен, шпилей и создание апсиды в конце алтаря. 14 июля 1901 года при освящении нефа и открытии мемориала англо-бурской войне присутствовали герцог и герцогиня Йоркские (позже король Георг V и королева Мария). Церемония открытия башен и шпилей состоялась 7 декабря 1902 года последние строительные леса сняты через два месяца. Впоследствии были построены южное крыльцо и несколько временных ризниц, а также склеп под часовней Леди. Церемония освящения состоялась 7 апреля 1904 года; это знаменовало завершение внешнего строения собора. Работы, начиная с 1890-х годов стоили более 25 тыс. фунтов стерлингов.

## Описание
Внутренняя часть собора составляет 61,9 м в длину, включая часовню девы Марии, неф и алтарь. Неф имеет ширину 18,0 м. Вершина крестов шпиля собора возвышается на 51,2 м от уровня земли. Для святилища, хора, трансептов и в части нефа использовался песчаник. Камень, который использовался для изготовления угловых стен, более светлого цвета и происходил из той же местности, что и камень, который использовался для ратуши Аделаиды. В основании здания и в некоторых частях интерьера использован камень из Глена Осмонда из Аделаидских холмов. В других частях собора использовался камень из Новой Зеландии, Пирмонта, Нового Южного Уэльса и Марри-Бридж.
Ретабло - декоративное сооружение за алтарём - было установлено в 1904 году и освящено 6 марта 1910 года епископом Артуром Наттером Томасом. Ретабло высотой 10,4 м содержит 23 цветных и позолоченных панели плюс резные фигуры, оно было сделано в St Sidwells Art Works (Тивертон, Англия) по проекту Т. Х. Лайона. Оно изображает Христа в центральной панели, святые заполняют окружающие ниши. На четырёх цветных панно под фигурой Христа изображены события из жизни святого Петра, покровителя собора. Собор имеет крупные витражи прекрасного качества. Джеймс Пауэлл и сыновья сделали три из них, которые были открыты в часовне девы Марии в ноябре 1900 года. Южное окно трансепта является самым большим витражом в соборе и было освящено в августе 1926 года. Окно, изображающее святую Цецилию, покровительницу церковной музыки, было открыт в 1876 году на кафедре алтаря, хотя к 1969 году он по иронии судьбы он был скрыт органом. [16] В соборе погребены останки английского биолога и статистика Рональда Фишера.
Стойки для каноников и хора, наряду с оригинальным троном епископа (теперь используемым в качестве кабинета декана) и балдахином кафедры, были подарком собору сэром Джоном Лэнгдоном Бонтоном в память о его жене. Сделанные в Аделаиде в 1926 году, резные фигурки расположены на капителях на каждом конце киосков, а также вокруг верхней части навесов.
В западной башне находится звонница из восьми колоколов, профинансированных по завещанию смотрителя собора Фредерика Аллена Уэйкмана. Колокола были отлиты в John Taylor & Co из Лафборо (Англия) в 1946 году и были освящены епископом Робином 29 июня 1947 года. Поскольку тенор (самый большой) колокол весит чуть более 2,1 т, колокола собора являются самыми тяжелыми из восьми колоколов в южном полушарии и вторыми по величине после колоколов Шерборнского аббатства в Англии.

## Галерея

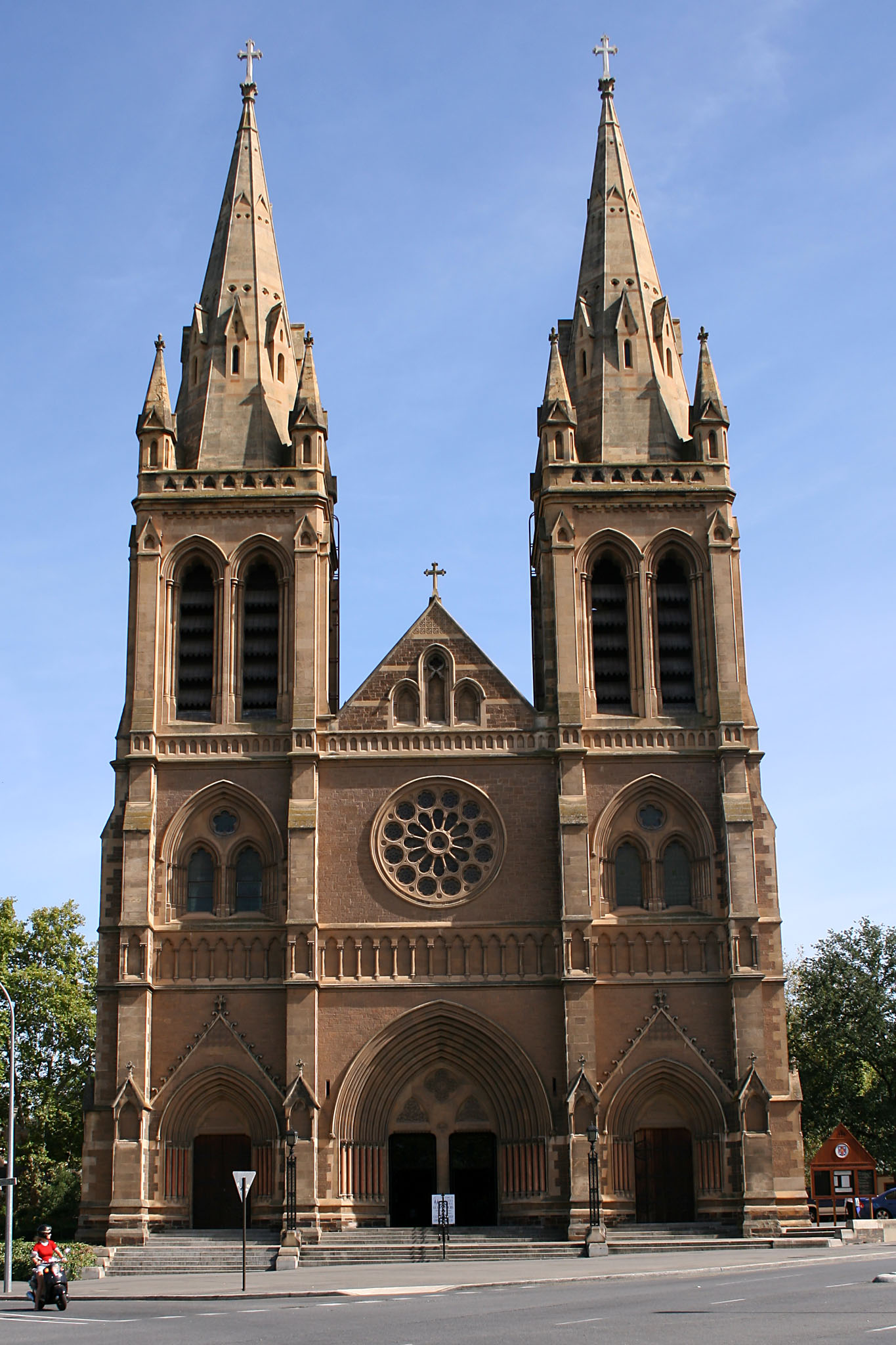
Собор Святого Петра, южный вход
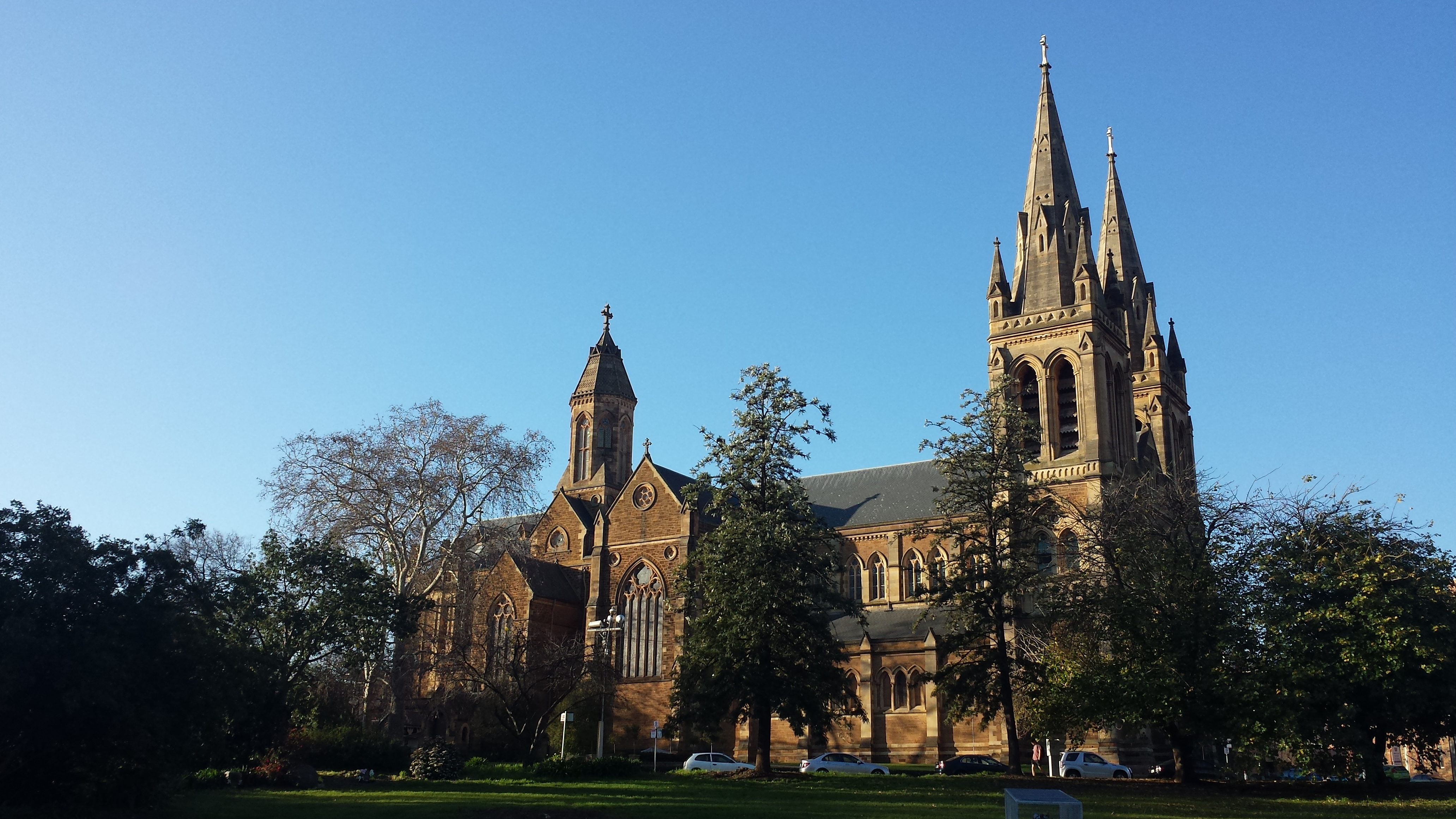
Вид на собор от Кресуэльских садов
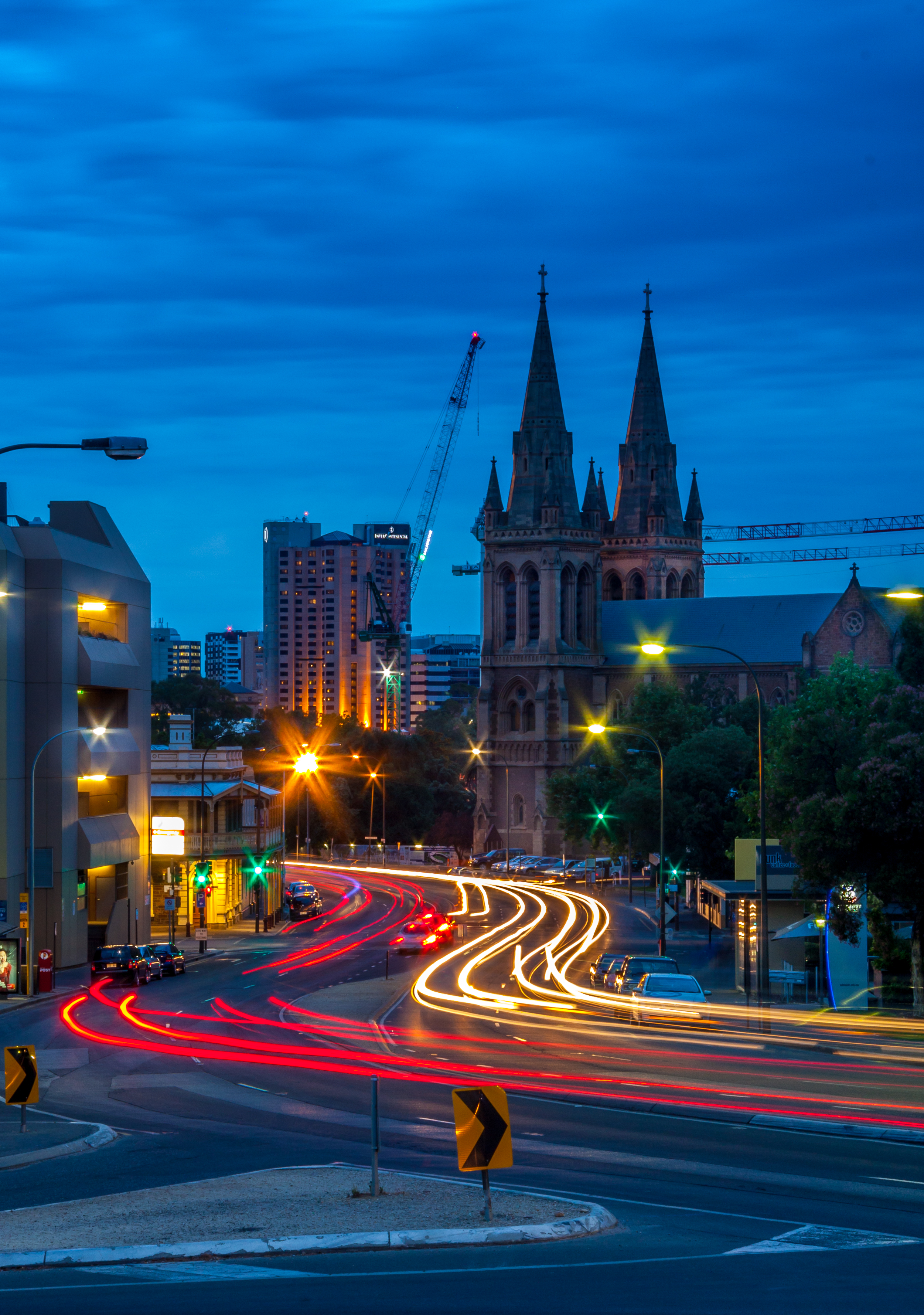
Ночной Собор
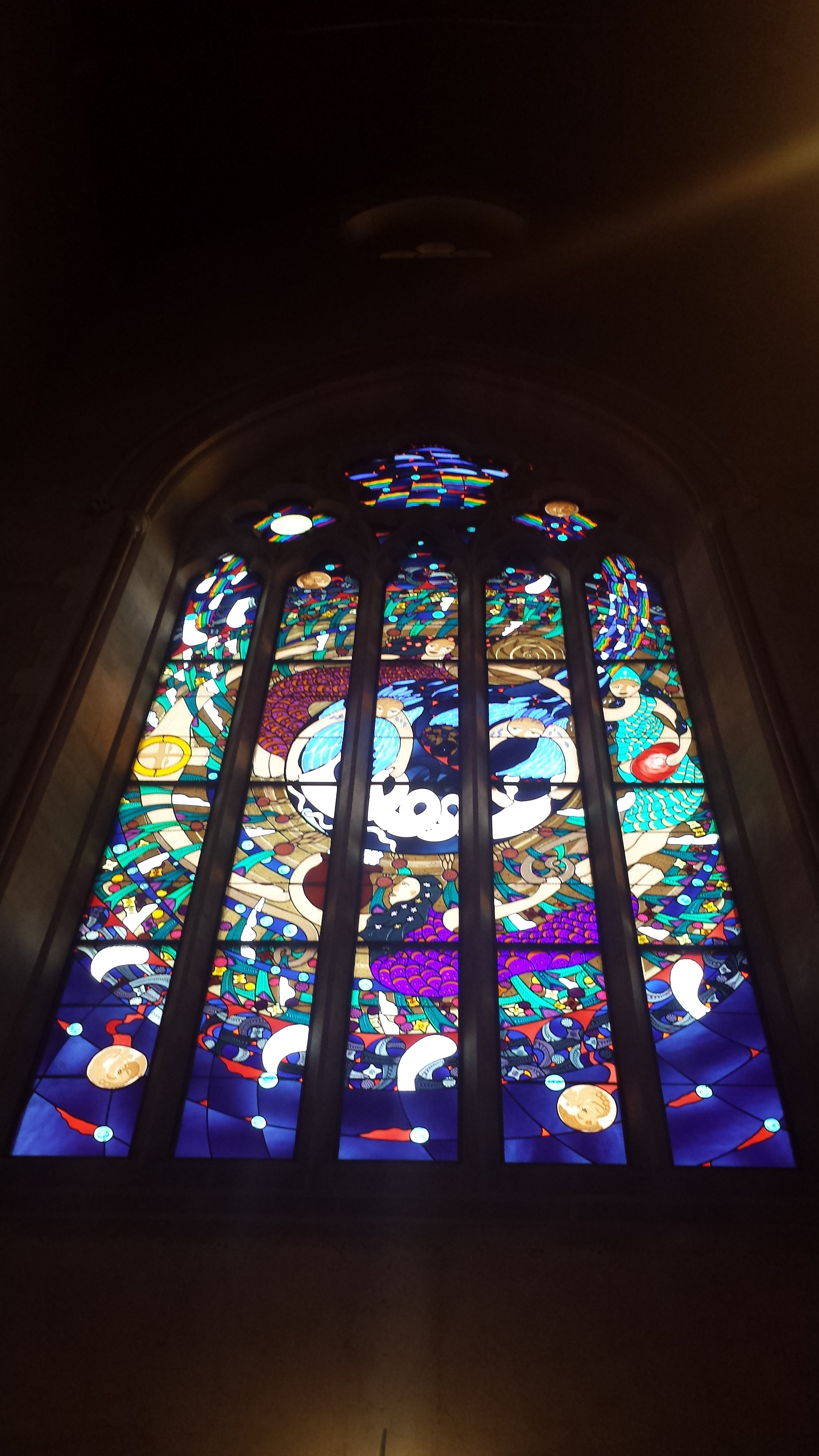
Витраж Магдалины
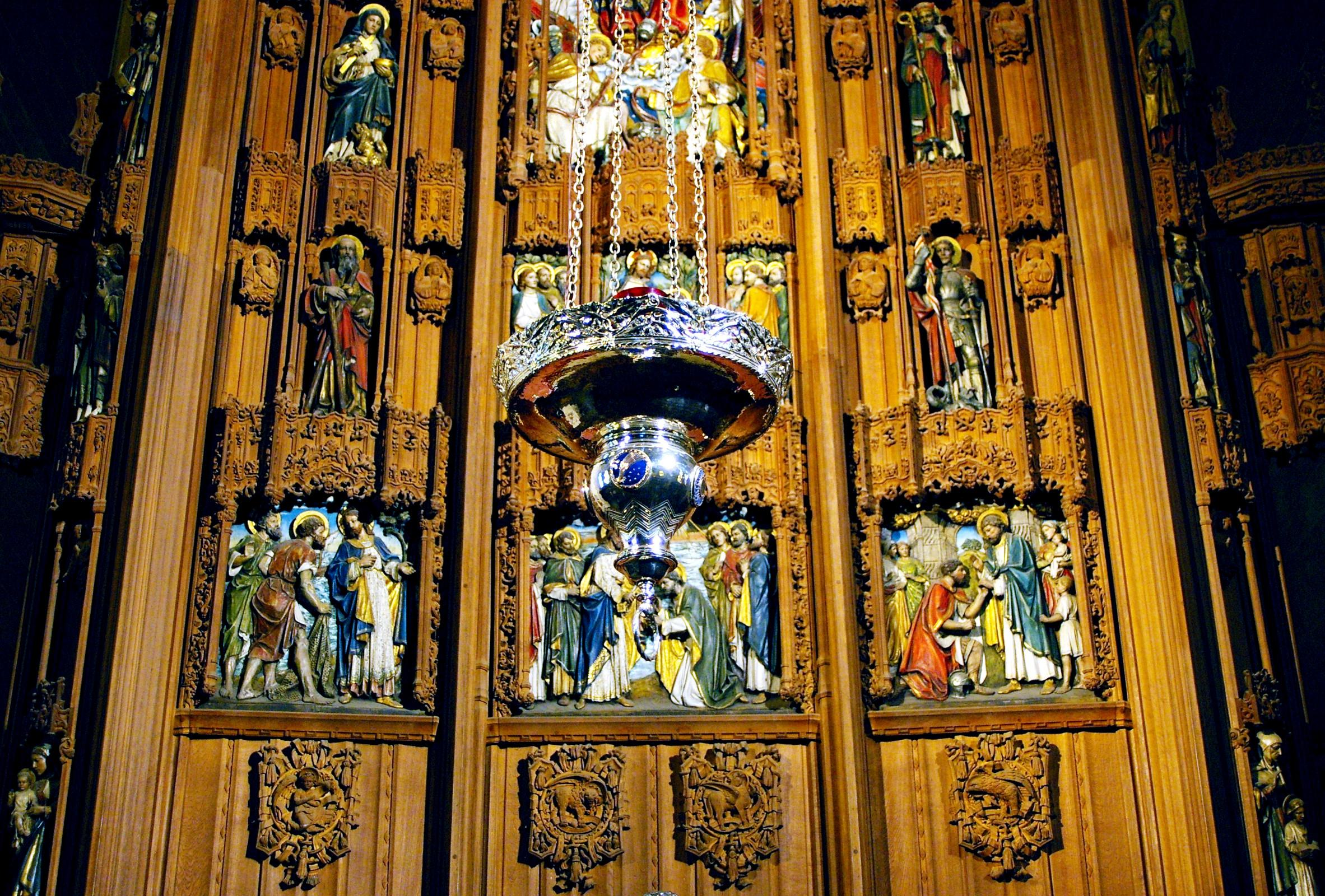
Ретабло